# Street Crime Unit
La Street Crime Unit (« Unité de crimes de la rue ») de la police de New York est une ancienne unité urbaine de lutte contre la criminalité. Créée en 1971, alors que la délinquance ravageait les rues new-yorkaises, elle est vite très populaire grâce à l'efficacité de ses résultats. Elle inspira la création des brigades anti-criminalités (BAC) françaises. Elle procède également a des contrôles de police pour baisser la criminalité. Généralement en civil dans uns équipes de neuf agents.  

## Histoire
Ses méthodes musclées ont contribué à faire baisser le taux de criminalité dans le Bronx et le Queens; ce dernier quartier est même devenu un quartier paisible pour la classe moyenne. La Street Crime Unit a occupé la une des journaux en 1999 après la bavure d'Amadou Diallo. Les quatre policiers impliqués dans la bavure étaient tous membres de l'unité. L'unité a été dissoute en 2002 à cause de la publicité négative de ce scandale.
Sa mission a été reprise par les Patrol Borough-based Anti-Crime Units.
Sa devise, « We Own the Night », a été reprise par James Gray pour son film du même nom, traduit en français sous le titre La nuit nous appartient (2007).